# Robert Graves

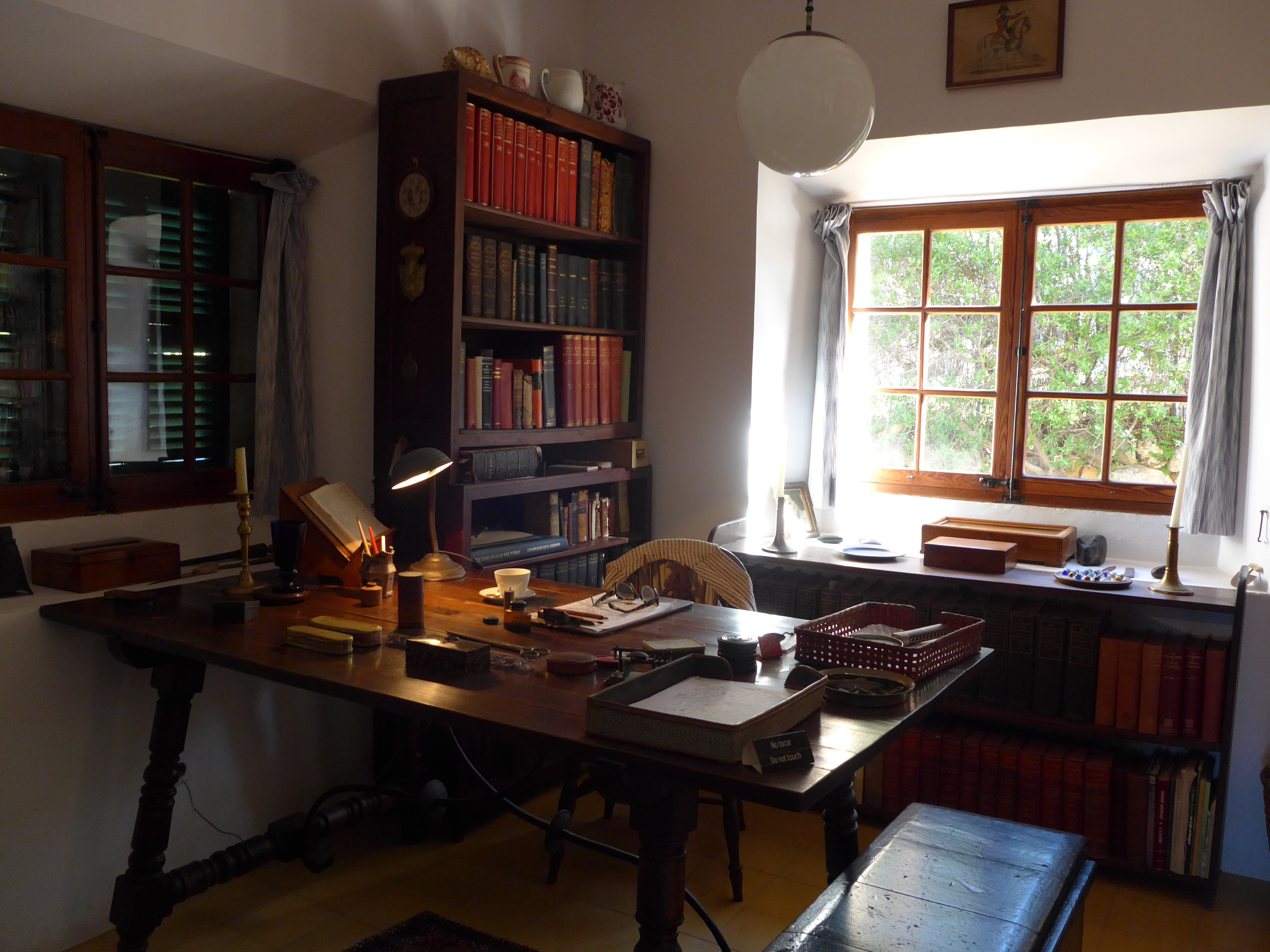
Gabinet Roberta Gravesa w jego domu w Deià

Robert Graves (ur. 24 lipca 1895 w Wimbledonie, zm. 7 grudnia 1985, Deià na Majorce) – angielski poeta, prozaik i badacz mitologii. Syn irlandzkiego pisarza Alfreda Gravesa i Amalie Elisabeth Sophie von Ranke, pochodzenia niemieckiego.
Napisał ponad 120 książek.

## Życiorys
W młodości uczestniczył w I wojnie światowej, został ciężko ranny w bitwie nad Sommą. Pierwsze swe utwory stworzył w czasie I wojny światowej – z tego okresu pochodzi zbiór wierszy Over the Brazier, opublikowany w 1916 roku.
Studiował filologię i historię w Oksfordzie. W latach 1926–1927 wykładał literaturę angielską na uniwersytecie w Kairze, w 1932 zamieszkał na Majorce. W latach 1961–1966 był profesorem uniwersyteckim w Oksfordzie.
Początkowo, jeszcze jako student, pisał wiersze nastrojowe, bliskie poezji ludowej; doświadczenia pierwszej wojny światowej sprawiły, że jego poezja nabrała głębi i treści – zaczął pisać także wiersze wojenne. Popularność zdobył dzięki powieściom historycznym, głównie z czasów starożytnych: Ja, Klaudiusz (1934), Klaudiusz i Messalina (1934), Córka Homera oraz opracowaniom dotyczącym mitologii: Biała Bogini (1948) (wydanie polskie 2000), Mity greckie (1955) (wydanie polskie: Państwowy Instytut Wydawniczy 1967, 1982) i Mity hebrajskie (1964) (wydanie polskie 1993).
Jest autorem realistycznych poezji wojennych; inne jego utwory odznaczają się grą wyobraźni, późniejsze są w stylu szkoły neointelektualistycznej albo neometafizycznej. Na odrębną wzmiankę zasługuje jego autobiografia wojenna: Wszystkiemu do widzenia (1929) (wydanie polskie 1991) i jej ciąg dalszy But It Still Goes On (1930). Graves opublikował m.in. także powieść satyryczno-obyczajową Brązowa Antigua (1936).